# Federación Árabe de Irak y Jordania
La Federación Árabe de Irak y Jordania, oficialmente Federación Árabe (Árabe: الاتحاد العربي; al-Ittiḥād Al-‘Arabī), fue un país de corta duración que se formó en 1958 con la unión de Irak y Jordania. Aunque el nombre implica una estructura federal, era de facto una confederación.
La federación se constituyó el 14 de febrero de 1958, cuando el rey Faisal II de Irak y su primo, el rey Hussein I de Jordania, unieron sus dos reinos hachemitas, como respuesta a la formación de la República Árabe Unida (formada por la unión de Siria y Egipto) el 31 de enero de 1958. El nuevo Estado garantizaría amplia autonomía para Irak y Jordania, y estaría dirigido nominalmente por el rey iraquí, al ser el de mayor edad. Seis meses más tarde, el 14 de julio de 1958, una revuelta militar declaró la independencia de la República de Irak de la Federación, quedando reducido el territorio al de la Jordania anterior a febrero de 1958. Tras el asesinato del jefe del Estado, el rey Faisal II, en dicha revuelta, su primo Hussein, rey de Jordania, asumió la jefatura de la Federación. El 2 de agosto de 1958, constatada la imposibilidad de restaurar la soberanía sobre Irak, se cambia el nombre de Federación Árabe de Irak y Jordania a "Reino Hachemita de Jordania", que es como se conoce actualmente el país.

## Intentos históricos de unificar
Desde la década de 1930 desde la dinastía hachemita trataron de promover la unidad árabe. Esto se pudo ver en los esfuerzos de Irak y Jordania a unirse en tres momentos diferentes. "Desde la perspectiva iraquí, Jordania tenía poco que ofrecer, ni económica ni estratégicamente, para contrarrestar sus numerosos pasivos".  Estos pasivos incluyen la moderación del rey de Jordania, Abdallah sobre el conflicto árabe-israelí, su ser a instancias del Reino Unido, y la inestable relación entre el rey Abdallah y su sobrino, regente de Irak, Abdul-Illah. Independientemente de estas cuestiones, los dos primeros países en la unificación intentado en 1946-1947 y fue presentado por el rey Abdallah "A partir de su promoción renovada del sistema de la Gran Siria". La segunda vez fue en 1951-1952 y el resultado de la tentativa de rescatar a Jordania y al control hachemita después que el rey Abdallah fue asesinado. 1958 marcó la tercera alianza, que salió de los intereses regionales compartidos entre Irak y Jordania contra la expansión de la República Árabe Unida.

## Antecedentes
Durante los años de post-coloniales en el mundo árabe muchas fuerzas abogaron por la creación de un único estado árabe. Populares bajo el nombre del nacionalismo árabe, este principio se convirtió cada vez más popular entre los intelectuales jóvenes de todo el Oriente Medio y en Irak durante la década de 1950. Muchas versiones diferentes del nacionalismo árabe levantó, liderado por muchos líderes diferentes, el más famoso es el abrazado por Gamal Abd Al-Nasser, el presidente de Egipto.  La visión de Nasser de un estado pan-árabe fue un libre de extranjeros, específicamente europeos, la interferencia, la reforma agraria y la disolución de una gobernante monarquía activa. Para los realistas y europeos alineados de Irak, la visión de Nasser era incompatible.  Liderados por el Primer Ministro Nuri as-Said bajo el rey Faisal II, Irak era un estado real hachemita desde la llegada de Faisal en 1922 en el legado de los británicos. La base de la regla en Irak era el gobierno legítimo diametralmente opuestos defendidos por Nasser, que habían derrocado propia monarquía egipcia en 1952 cuando el Movimiento de Oficiales Libres obligaron al rey Faruk a exiliarse.  Para complicar aún más la relación, era la relación de Irak con Occidente y sus bloques de Lucha contra la Unión Soviética.  En 1955, Irak entró en el Pacto de Bagdad a instancias de los Estados Unidos y el Reino Unido. Este pacto intentó bloquear la Unión Soviética de la expansión hacia el sur al impedir el acceso de la URSS a los recursos de petróleo de Oriente Medio y su objetivo era evitar que se estableciera un punto de apoyo en la región- especialmente entre la población. El Pacto de Bagdad alineó a Irak con Turquía, Pakistán, Irán y el Reino Unido.  Si bien as-Said vio el tratado como una garantía para la seguridad del Estado iraquí, su gobierno y la monarquía hachemita, Nasser criticó abiertamente y en voz alta el tratado como una capitulación ante las potencias extranjeras.
En 1958, la formación de la República Árabe Unida entre Siria y Egipto trajo ideales pan-árabes de Nasser que amenazaban la existencia de dos regímenes hachemitas, hasta las fronteras occidentales de Irak.  A fin de contrarrestar el pan-arabismo de Nasser, as-Said se acercó al gobierno Hachemita de Jordania, para discutir la formación de un sindicato, mientras que también apaciguar a los nacionalistas árabes en Irak.  Oficialmente formado en febrero 1958, la Unión Árabe o de la Federación árabe unieron a la política exterior y las funciones de defensa de cada país, pero dejó la gran mayoría de otros programas nacionales bajo jurisdicción nacional.  Nuri as-Said llegó a ser el Premier de la Unión Árabe.  Nuri as-Said creyó erróneamente que el ejército iraquí mantendría al rey y su gobierno en su trono, se olvidó de ver la fuerza creciente en el cuerpo de oficiales sunitas contra el régimen que lo derrocó, el gobierno iraquí y la Unión Árabe durante el verano de 1958.

## Fracaso
La tensión entre la RAU y la Unión Árabe (Federación Árabe) resultó en la caída de As-Said, la Unión y de todo el régimen iraquí hachemita.  Durante el verano de 1958, los movimientos de tropas de la UAR a la frontera con Siria instigó a la Unión Árabe a movilizar tropas para hacer frente a este movimiento.  En julio de 1958, tropas lideraron el viaje de Qasim a través de Irak, tuvo la oportunidad de derrocar al rey y su gobierno en Bagdad. Con la caída y la consiguiente muerte de Saed, el rey Faisal II y el resto de la familia real iraquí, tanto el régimen hachemita cayó y con él la corta vida de la Unión Árabe.
La revolución y la caída de la dinastía hachemita de Irak no sería el fin de las relaciones entre Irak y Jordania. En 1975 Jordania se apartó de su relación económica con Siria y en su lugar miró a Irak. Irak ofrece a Jordania una economía fuerte, el dinero del petróleo, un mercado grande y estratégico profundo. Con la ayuda financiera de Irak, Jordania hizo algunos beneficios económicos. De hecho, en 1990 Iraq era  "el mercado más grande de Jordania, estaba pagando las deudas de crédito comercial en petróleo, y extendió la esperanza de lucrativos contratos de reconstrucción tras la guerra entre Irán e Irak".